# تشول (قيلاب)
تشول (بالفارسية: چول) هي قرية تقع في قسم قيلاب الريفي، بمقاطعة أنديمشك التابعة لمحافظة خوزستان، إيران. يقدر عدد سكانها بـ 52 نسمة حسب الإحصاء السكاني الذي تمّ في عام 2006.